# Kasper Korsak
Kasper Korsak (zm. 11 sierpnia 1794) – porucznik brygady petyhorskiej kawalerii narodowej litewskiej, uczestnik insurekcji kościuszkowskiej.

## Życiorys
Urodził się w 2.poł. XVIII wieku w zamożnej rodzinie szlacheckiej Korsaków herbu Korsak osiadłej w województwie połockim na Białej Rusi w Wielkim Księstwie Litewskim. Był synem Ludwika, sędziego ziemskiego mozyrskiego i deputata do Trybunału Litewskiego (1765), matka o nieznanym imieniu pochodziła z rodu Skorynów.
Poświęcił się karierze żołnierskiej, w 1792 był porucznikiem 2 Brygady Kawalerii Narodowej Wielkiego Księstwa Litewskiego zwanej też brygadą petyhorską lub pińską. Na początku insurekcji kościuszkowskiej, zreorganizował i dowodził tę częścią brygady macierzystej, która nie została przejęta przez Rosjan w 1793, po II rozbiorze Rzeczypospolitej.
Walczył w bitwach i potyczkach z wojskami rosyjskimi pod Michaliszkami, Gawią, Żołdunkiem i w maju 1794, w starciu pod Michałowicami.
Na początku czerwca wziął udział w niefortunnej wyprawie Michała Ogińskiego na Białoruś. Latem walczył w obronie Wilna, gdzie zginął 11 sierpnia 1794.
Jego żoną była Konstancja z Toplickich.